# VM i bandy 1957
Verdensmesterskabet i bandy 1957 var det første VM i bandy, og mesterskabet blev arrangeret af International Bandy Federation. Turneringen havde deltagelse af tre hold og blev afviklet på Helsinkis Olympiske Stadion i Helsinki, Finland i perioden 28. februar – 3. marts 1957. Oprindeligt var Norge også tilmeldt, men nordmændene valgte at melde afbud i protest mod Sovjetunionens indgreb mod opstanden i Ungarn i 1956.
Torsdag den 28. februar 1957 blev historiens første VM-kamp i bandy spillet på Helsinkis Olympiske Stadion. Finland mødte Sverige og blandt æresgæsterne var Urho Kekkonen, Finlands daværende præsident. I det 3. minut blev det første VM-mål scoret, da den finske center Tauno Timoska bragte hjemmeholdet foran med 1-0. Kort efter udlignede den svenske halfback Tore Wikner, som til daglig spillede i AIK, til 1-1 på et langskud forbi den finske målmand Kalevi Muurinen.
Sverige bragte sig igen i front efter 28 minutters spil på mål af teknikeren Nisse Wikman fra Lesjöfors, men Finlands Alpo Aho udlignede umiddelbart efter til 2-2. Herefter overtog Finland initiativet, men midt i det finske pres dukkede Hammarbys Leffe Fredblad op gjorde det til 3-2. Inden bolden gik i mål havde den sovjetiske dommer Belov fra Leningrad fløjtet for frislag til Sverige. "Men da Fredblad genfandt balancen og bolden alligevel gik i mål, bestemte jeg mig for at godkende målet. Jeg syntes at det var moralsk rigtigt," forklarede den russiske dommer.
Lige efter pausen udlignede Finlands Alpo Aho, hans andet mål den dag. Og efter en times spil scorede Tauno Timoska sejersmålet for Finland, 4-3. Målskytten blev så glad at han kastede sin stav højt op i luften. Men det kunne den sovjetiske dommer ikke lide og gav ham derfor en advarsel. Timoska reagerede med at omfavne dommeren!
I den næste kamp spillede Sverige uafgjort 2-2 med Sovjetunionen. Turneringens sidste kamp mellem Finland og Sovjetunionen blev derfor afgørende for mesterskabet. Den blev spillet i pragtfuldt vintervejr den 3. marts. Hele 14.369 tilskuere så Sovjetunionen spille rigtig propagandabandy i storsejren på 6-1. Mesterskabet blev dermed vundet af Sovjetunionen (3 point) foran Finland (2 point) med Sverige (1 point) på tredjepladsen. Det skulle vise sig at være Sovjetunionens første VM-titel i en stime på 11 VM-guld i træk.

## Resultater
De tre hold spillede en enkeltturnering alle-mod-alle, så alle holdene mødte hinanden én gang. Sejre gav 2 point, uafgjorte 1 point, mens nederlag gav 0 point.
| Dato  | Kamp                    | Res. | Pause |
| ----- | ----------------------- | ---- | ----- |
| 28.2. | Finland – Sverige       | 4–3  | 2-3   |
| 2.3.  | Sverige – Sovjetunionen | 2–2  | 0-1   |
| 3.3.  | Finland – Sovjetunionen | 1–6  | 0-2   |

| Plac. | Hold          | Kampe | + Mål − | Point |
| ----- | ------------- | ----- | ------- | ----- |
| 1.    | Sovjetunionen | 2     | 8-3     | 3     |
| 2.    | Finland       | 2     | 5-9     | 2     |
| 3.    | Sverige       | 2     | 5-6     | 1     |